# Список послів СРСР і Росії в Латвії
У цій статті представлено список послів СРСР і Росії в Латвії.

## Хронологія дипломатичних відносин
- 11 серпня 1920 р. — встановлені дипломатичні відносини між РРФСР і Латвією на рівні місій.
- 23 липня 1923 р. — встановлені дипломатичні відносини між СРСР і Латвією на рівні місій.
- 5 серпня 1940 р. — Латвія увійшла до складу СРСР.
- 4 жовтня 1991 р. — відновлено дипломатичні відносини на рівні посольств.

## Список послів
| Строк повноважень                  | Посол                                 | Роки життя | Коментарі                 |
| РРФСР                              | РРФСР                                 | РРФСР      | РРФСР                     |
| ---------------------------------- | ------------------------------------- | ---------- | ------------------------- |
| 31 серпня 1920 — 7 грудня 1921     | Яків Станіславович Ганецький          | 1879—1937  | Уповноважений представник |
| 1 лютого 1922 — 14 лютого 1923     | Костянтин Костянтинович Юренев        | 1888—1938  | Уповноважений представник |
| 1923                               | Адам Якович Семашко                   | 1889—1937  | Повірений у справах       |
| 28 травня 1923 — 23 липня 1923     | Семен Іванович Аралов                 | 1880—1969  | Уповноважений представник |
| СРСР                               |                                       |            |                           |
| 23 липня 1923 — 21 березня 1925    | Семен Іванович Аралов                 | 1880—1969  | Уповноважений представник |
| 1924                               | Казимир Олександрович Кржеминський    | 1884—1937  | Повірений у справах       |
| 1925                               | Олександр Григорійович Гамбаров       | 1890—1937  | Повірений у справах       |
| 9 липня 1925 — 24 лютого 1927      | Олексій Сергійович Черних             | 1892—1940  | Уповноважений представник |
| 1926                               | Сигізмунд Йосипович Боркусевич        | ?—1930     | Повірений у справах       |
| 24 лютого 1927 — 14 вересня 1929   | Іван Леопольдович Лоренц              | 1890—1941  | Уповноважений представник |
| 14 вересня 1929 — 10 травня 1933   | Олексій Іванович Свидерський          | 1878—1933  | Уповноважений представник |
| 10 жовтня 1933 — 25 жовтня 1937    | Стефан Йоахимович Братман-Бродовський | 1880—1937  | Уповноважений представник |
| 1 листопада 1937 — 6 квітня 1940   | Іван Степанович Зотов                 | 1903—1963  | Уповноважений представник |
| 7 квітня 1940 — 10 жовтня 1940     | Володимир Костянтинович Деревянський  |            | Уповноважений представник |
| Російська Федерація                |                                       |            |                           |
| 2 березня 1992 — 25 листопада 1996 | Олександр Олександрович Ранних        | 1949—      | Посол                     |
| 25 листопада 1996 — 13 лютого 2001 | Олександр Іванович Удальцов           | 1951—      | Посол                     |
| 13 лютого 2001 — 1 вересня 2004    | Ігор Іванович Студенников             | 1940—      | Посол                     |
| 1 вересня 2004 — 11 січня 2008     | Віктор Іванович Калюжний              | 1947—      | Посол                     |
| 11 січня 2008 — 15 грудня 2016     | Олександр Альбертович Вешняков        | 1952—      | Посол                     |
| 15 грудня 2016 — донині            | Євгеній Володимирович Лук'янов        | 1951—      | Посол                     |